# Paul Teitgen
Paul Teitgen, né le 6 février 1919 à Colombe-lès-Vesoul et mort le 13 octobre 1991 à Saint-Cloud, résistant dès 1940 et déporté d'abord au camp du Struthof en Alsace puis à Dachau, pendant la Seconde Guerre mondiale, est secrétaire général de la préfecture d'Alger, chargé de la police générale pendant la guerre d'Algérie, entre août 1956 et septembre 1957. Il est connu pour s'être opposé à l'usage de la torture pendant la Bataille d'Alger.

## Biographie
Paul Teitgen, né à Colombe-lès-Vesoul, a grandi à Nancy dans une famille de démocrates chrétiens. Son père Henri Teitgen et son frère Pierre-Henri Teitgen, ministre de la IVe République, se sont engagés comme lui dans la Résistance.
Pendant la Seconde Guerre mondiale :`

Résistant dès 1940, Paul Teitgen organise, à partir de janvier 1943, le Comité de libération nationale en Lorraine dans lequel il a la responsabilité de la désignation des préfets et du Commissaire de la République.
Il est arrêté à Lunéville le 6 juillet 1944 puis transféré à la prison de Nancy où il est torturé par la Gestapo. Il est ensuite déporté au camp du Struthof le 19 août 1944 puis transféré au camp de Dachau en septembre de la même année. À Dachau, il se rapproche de Gaston Gosselin, Joseph Rovan et le Père Sommet, fidèles d'Edmond Michelet. Ensemble, ils s'organisent pour partager les ressources et préparer des actions pour protéger les déportés de potentielles mesures massives des nazis face à l'avancée des Alliés.
Après sa libération du camp de Dachau le 29 avril 1945, il est rapatrié dans un avion de journalistes le 31 mai. Soucieux du devoir de mémoire, il devient membre de la Commission d'histoire de l'internement et de la déportation.
Il passe avec succès le premier concours de l'École Nationale d'Administration et devient élève de la promotion « France Combattante ». À sa sortie de scolarité, il choisit de servir dans le corps préfectoral.

### Pendant la guerre d'Algérie
Le 20 août 1956, Paul Teitgen est nommé au poste de secrétaire général de la préfecture d’Alger chargé de la police. À ce poste, il devient un témoin privilégié des pratiques de torture commises par l'armée française en Algérie, notamment durant la bataille d'Alger, et contre lesquelles il s'oppose.
Le 24 mars 1957, Paul Teitgen adresse sa lettre de démission à Robert Lacoste. Dans cette lettre, il dénonce explicitement les actes de tortures pratiqués par des militaires français sur les prisonniers algériens ou sur les Français métropolitains favorables à l'indépendance de l'Algérie. Il qualifie la torture de « système » produisant des « crimes de guerre » identiques, selon lui, à ceux de la Gestapo,.
Il s'oppose aussi aux exécutions extra judiciaires, qu'il estime lui-même, dans un travail de recoupement effectué en 1957 ou 1958, selon les sources, à 3024 victimes, pour la période entre janvier et septembre 1957,, l'historien Yves Courrière ayant lui parlé de 3900 disparus en considérant, par erreur, que Teitgen parlait du seul premier trimestre 1957,. Ce dernier avait publie dès 1969 la lettre de démission de Paul Teitgen dans son ouvrage Le temps des léopards consacré à la « bataille d’Alger ». Selon Paul Teitgen, les arrestations suivies d'assignation à résidence, pratiquées par l'armée et notamment les membres de la 10e division parachutiste, entre janvier 1957 et septembre 1957, à Alger, lors de la bataille d'Alger, sont environ au nombre de 24 000. Le chiffre de 3000 peut être considéré "comme une estimation moyenne initiale" du consensus des historiens, le procureur d'Alger ayant lui aussi estimé 3000 le nombre de disparus tandis que l'envoyé spécial du Monde, Bertrand Poirot-Delpech parlait de 2000 dès juin 1957 . Selon l'historien Guy Pervillé, le procureur parlait d'une zone plus grande qu'Alger mais selon d'autres historiens, les disparitions de cette période étaient très concentrées sur la ville d'Alger . Le général Massu confirme dans une conversation de l'été 1958 avec le président de la commission de sauvegarde des droits et libertés individuels  des difficultés rencontrées concernant "le statut civil de 3000 femmes musulmanes dont les maris ont disparu au cours des événements de février 1957", période au cours de laquelle l'armée a tenté de briser les participants à la grève lancée pour le 28 janvier 1957, la répression étant ensuite ralentie par l'arrêté du 11 avril 1957 qui faisait obligation aux militaires de déclarer sous 24 heures les personnes qu'ils arrêtaient .
Envoyée au ministre-résident en Algérie Robert Lacoste le 29 mars 1957 sa démission est refusée temporairement, puis acceptée finalement le 12 septembre 1957 par ce dernier.
Lors du coup d'État du 13 mai 1958, il échappe aux parachutistes qui tentent de l’arrêter. Il est finalement expulsé d’Algérie avec sa famille par le général Raoul Salan.
De retour en France, Paul Teitgen est mis au ban de la préfectorale. Il se retrouve sans affectation réelle au ministère de l'Intérieur pendant 2 ans, sans poste ni traitement. Il quitte ensuite les cadres du ministère de l'Intérieur en étant en poste au Brésil pour une période courte de six mois. Il regagne ensuite la France et intègre alors le Conseil d'État en tant que maître des requêtes.

## Postérité
Il faudrait « élever une statue » à Paul Teitgen, écrivait le romancier Alexis Jenni, tandis que dans une tribune dans Le Monde du 8 avril 2022, l’historien Fabrice Riceputi a estimé qu'il « faut rendre hommage  » à un héros moral car ce grand Résistant « eut le courage de mettre en péril une brillante carrière en refusant d’être le complice de crimes contre l’humanité ». L'écrivain Michaël Duperrin a demandé que soit érigé à Colombe-lès-Vesoul, où Paul Teitgen est né, une plaque verticale, dans laquelle serait découpée sa silhouette en creux, avec à l'intérieur une trame de 3024 petite cases, une pour chacun des disparus de la bataille d'Alger, appellation qui a repris la propagande de l'armée selon l’historien Fabrice Riceputi, Paul Teitgen ayant demandé aux militaires de signer une « assignation à résidence pour chaque personne arrêtée », décision « simple mais hautement symbolique » qui n'a jamais été respectée. Les historiens de l’association Histoire coloniale et post-coloniale, menés par Malika Rahal, ont rendu hommage au minutieux travail d'enquête de Paul Teitgen par la mise en ligne à la mi-septembre 2018 d'un fichier secret de disparus, intitulé « Des Maurice Audin par milliers », avec pour chacun d'eux nom, date de naissance, profession, domicile, jour et lieu de l’arrestation, constitué en complétant les 850 fiches de renseignements émises de mars à août 1957, exhumées par l’historien Fabrice Riceputi des Archives nationales d’outre-mer. 

Paul Teitgen a apporté son témoignage à charge dans plusieurs procès, notamment dans l'affaire du Réseau Jeanson et celui des bourreaux de Maurice Audin, en particulier en décembre 1960, quand il accepte de témoigner pour la défense des « porteurs de valises » au procès du réseau Jeanson, au cours duquel il rend publique sa lettre à Lacoste.

## Pour approfondir

### Littérature
L'Art français de la guerre d'Alexis Jenni, Prix Goncourt 2011, où Paul Teitgen apparaît, notamment dans le chapitre intitulé « Roman VI ».

« Derrière ses grosses lunettes il regardait tout en face, le colonel devant lui, la nécropole d'encre disposée le long des murs, les comptes qui étaient la trace des morts. Il était le seul à tenir le compte des gens. Il finit par démissionner, il s'en expliqua publiquement. »